# 조지 라이언
조지 호머 라이언(George Homer Ryan, 1934년 2월 24일 ~ 2025년 5월 2일)은 미국의 정치인이다.

## 학력
- 페리스 주립 대학교(영어판) 이학사

## 경력
- 1973.01 ~ 1983.01 제78·79·80·81·82대 일리노이주 제43선거구 하원의원
- 1977.01 ~ 1981.01 일리노이 하원 소수당 원내대표
- 1981.01 ~ 1983.01 제65대 일리노이 하원의장
- 1983.01 ~ 1991.01 제42대 일리노이 부지사
- 1991.01 ~ 1999.01 제36대 일리노이주 국무장관
- 1999.01 ~ 2003.01 제39대 일리노이 주지사

## 역대 선거 결과
| 선거명      | 직책명                         | 대수 | 정당   | 득표율 | 득표수      | 결과 | 당락                     |
| ----------- | ------------------------------ | ---- | ------ | ------ | ----------- | ---- | ------------------------ |
| 1972년 선거 | 하원의원 (일리노이 제43선거구) | 78대 | 공화당 | 27.98% | 67,199표    | 2위  | 일리노이 주의원 당선     |
| 1974년 선거 | 하원의원 (일리노이 제43선거구) | 79대 | 공화당 | 23.99% | 43,454표    | 3위  | 일리노이 주의원 당선     |
| 1976년 선거 | 하원의원 (일리노이 제43선거구) | 80대 | 공화당 | 26.88% | 65,801표    | 2위  | 일리노이 주의원 당선     |
| 1978년 선거 | 하원의원 (일리노이 제43선거구) | 81대 | 공화당 | 26.98% | 47,913표    | 2위  | 일리노이 주의원 당선     |
| 1980년 선거 | 하원의원 (일리노이 제43선거구) | 82대 | 공화당 | 31.06% | 73,753표    | 1위  | 일리노이 주의원 당선     |
| 1982년 선거 | 일리노이 부지사                | 42대 | 공화당 | 49.44% | 1,816,101표 | 1위  | 일리노이 부지사 당선     |
| 1986년 선거 | 일리노이 부지사                | 42대 | 공화당 | 52.67% | 1,655,849표 | 1위  | 일리노이 부지사 당선     |
| 1990년 선거 | 일리노이 주무장관              | 36대 | 공화당 | 53.41% | 1,680,531표 | 1위  | 일리노이주 주무장관 당선 |
| 1994년 선거 | 일리노이 주무장관              | 36대 | 공화당 | 60.48% | 1,868,144표 | 1위  | 일리노이주 주무장관 당선 |
| 1998년 선거 | 일리노이 주지사                | 39대 | 공화당 | 51.03% | 1,714,094표 | 1위  | 일리노이 주지사 당선     |